# Dinteranthus microspermus
Dinteranthus microspermus (Dinter & Derenb.) Schwantes (укр. Дінтера́нтус мікроспе́рмус) — вид багаторічних високосукулентних рослин роду дінтерантус (Dinteranthus) з родини аїзових (Aizoaceae) або мезембріантемових (Mesembryanthemaceae). Верникулярна назва мовою африкаанс: vaalknopies. Типовий вид роду Dinteranthus.

## Етимлогія
Назва виду microspermus вказує на крихітний розмір насіння цієї рослини (від лат. micro — маленький і лат. spermum — насіння).

## Морфологічні ознаки
Безстеблевий суперсуккулент, одиночний або слабо розгалужений. Наземна частина рослини складається з пари листків діаметром від 1 до 2,5 см, до 2,5 см завдовжки кожен, на одну третину зрощених між собою. Кожен лист нагадує собою човен з кілем внизу і плоскою верхньою частиною. Листя крейдяно-білі, покриті дрібними зеленими, добре помітними крапками.
Одиночні квітки з'являються восени з середини рослини, на товстому квітконосі до 2,5 см завдовжки, жовтуваті з палевим відтінком.

## Поширення та екологія
Ареал — Північна Капська провінція, Намакваленд Південно-Африканської Республіки, Намібія. Росте на кварцитових схилах в районах, де є звичайними літні дощі.

## Догляд та утримання
Докладніше див. Dinteranthus → Догляд та утримання.

## Систематика
Описаний один підвид Dinteranthus microspermus subsp. puberulus (N.E.Br.) N.Sauer, який деякі систематики виділяють в окремий вид Dinteranthus puberulus. Цей підвид і типовий підвид Dinteranthus microspermus subsp. microspermus географічно розділен. Перший зростає на південний схід від ареалу типового підвиду в районі містечка Кенгард.